# Simon Atallah
Simon Atallah OAM (ur. 10 stycznia 1937 w Himajri) – libański duchowny maronicki, w latach 2006-2015 biskup Baalbek-Dajr al-Ahmar.

## Życiorys
Święcenia kapłańskie przyjął 8 grudnia 1963 w maronickim zakonie antonian. Po święceniach został wicerektorem scholastykatu w Rzymie, a następnie był jego przełożonym oraz prokuratorem zakonu. W 1981 został mistrzem zakonnego nowicjatu, zaś w latach 1985-1999 pracował w zakonnych placówkach na terenie Libanu i Francji, od 1987 łącząc te obowiązki z funkcją wikariusza generalnego zgromadzenia. W 1999 został wybrany przełożonym generalnym antonian, zaś po zakończeniu kadencji objął placówkę zakonną w Ajaltoun.
24 września 2005 został wybrany na biskupa Baalbek-Dajr al-Ahmar, wybór potwierdzono 28 grudnia. Sakrę biskupią otrzymał 11 lutego 2006. 14 marca 2015 przeszedł na emeryturę.